# Mar-a-Lago
Mar-a-Lago är en historisk fastighet och privat klubb i Palm Beach, Florida, USA. Egendomen är känd som en av de största fastigheterna i delstaten och har haft en betydande roll i både den amerikanska historien och nutida politiken. Sedan 1985 har den ägts av affärsmannen och politikern Donald Trump, som senare blev USA:s president. Fastigheten används både som Trumps privata hem och en exklusiv klubb för medlemmar.

## Historia
Fastigheten byggdes mellan 1924 och 1927 av Marjorie Merriweather Post, som på den tiden var en av USA:s rikaste kvinnor. Mar-a-Lago användes som ett vinterresidens och utformades för att kombinera europeisk arkitektur med Floridas unika landskap. Arkitekterna Marion Sims Wyeth och Joseph Urban anlitades för att designa bostaden, som täcker ett område på cirka 8 hektar mellan Atlanten och Lake Worth Lagoon.
Mar-a-Lago betyder "hav till sjö" på spanska och syftar på fastighetens läge mellan havet och sjön. Byggnaden är ett exempel på spansk-maurisk arkitektur med detaljer som handmålade tak, valv, mosaiker och stenverk inspirerade av spanska palats.
Marjorie Merriweather Post testamenterade bostaden till den amerikanska staten 1973, med tanken att det skulle användas som en officiell presidentbostad under vintermånaderna. På grund av höga underhållskostnader och logistikproblem övergavs dock planen, och egendomen återlämnades till hennes familj 1980.

## Arkitektur och design
Mar-a-Lago är känt för sin unika arkitektur och detaljerade hantverk. Byggnaden har totalt 126 rum, inklusive stora balsalar, matsalar och privata sviter. Den stora balsalen, känd som "Gold and White Ballroom", är inredd med guldblad och kristallkronor och används ofta för större evenemang och bröllop.

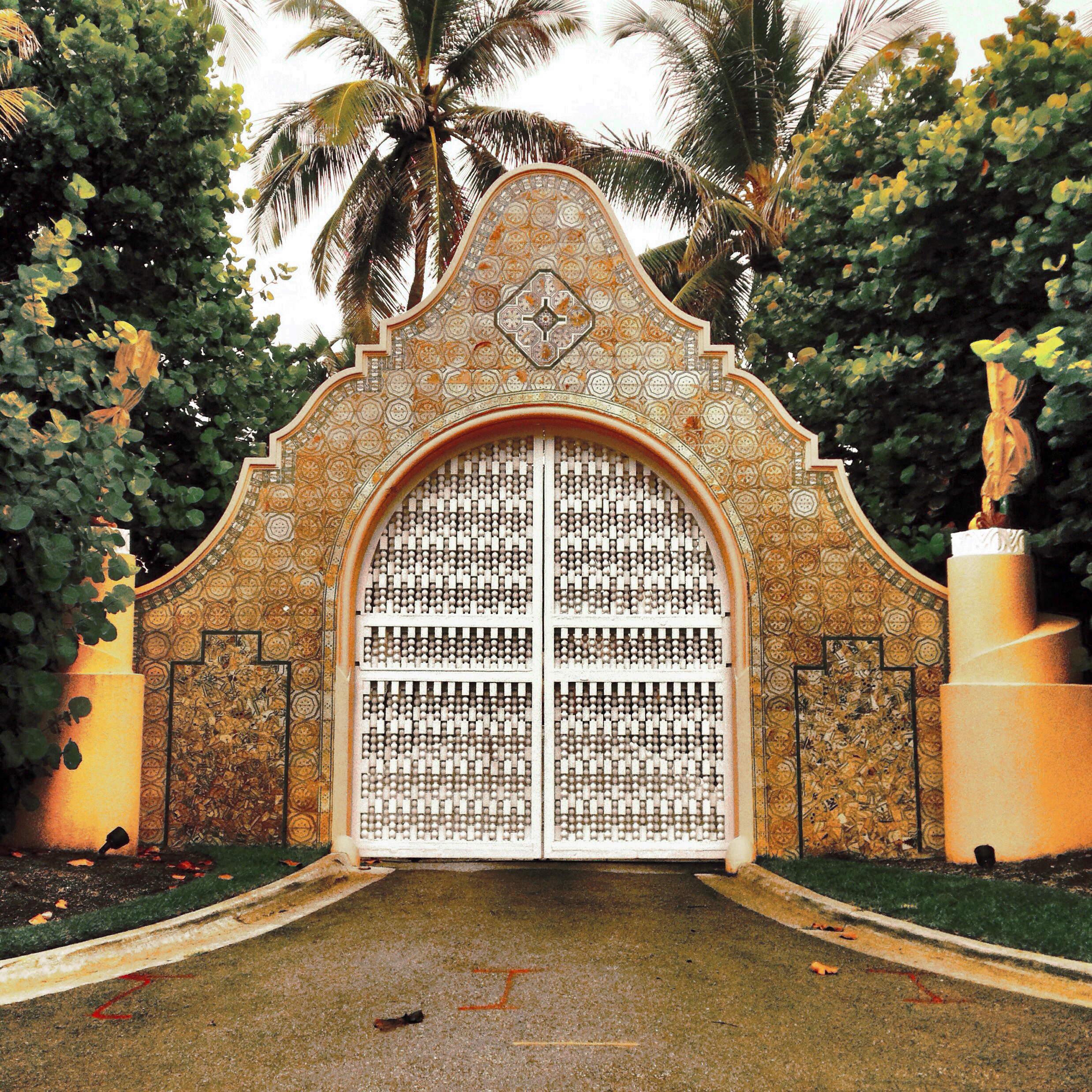
Entrégrind år 2014

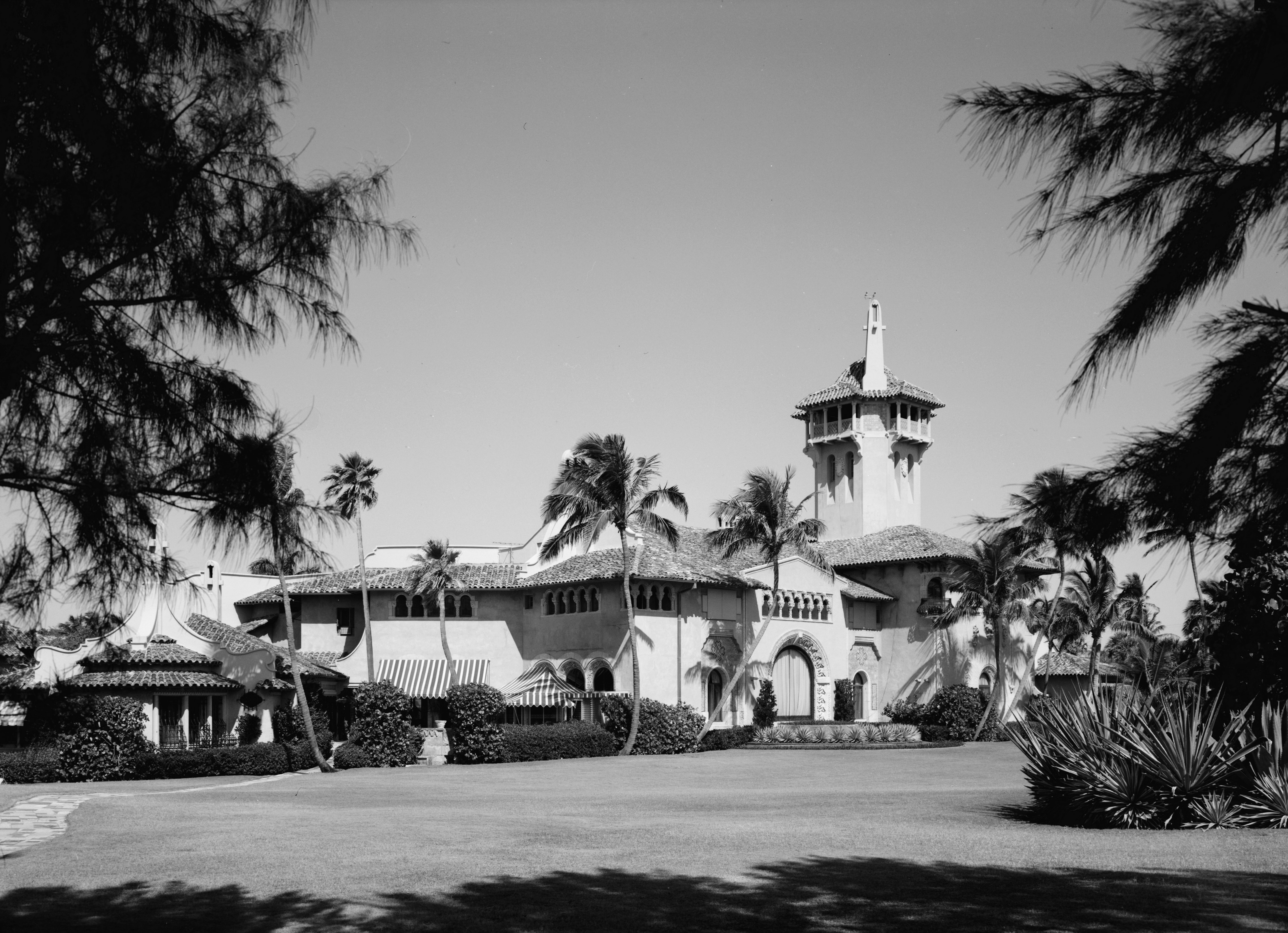
Utsidan av Mar-o-Lago år 1967

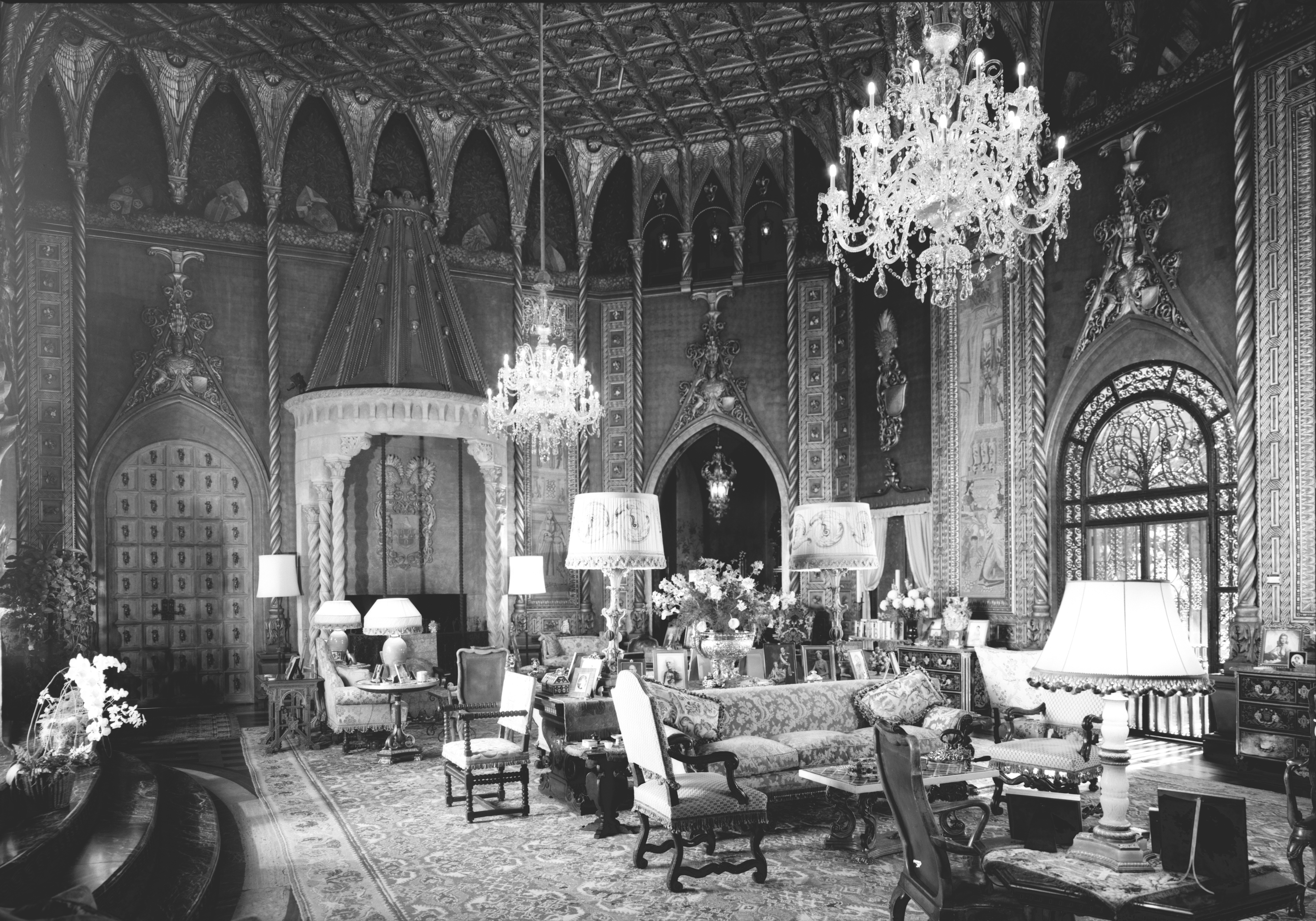
Vardagsrum i Mar-o-Lago år 1967

Utomhusområdena inkluderar flera trädgårdar, en stor pool och tennisbanor. Fastighetens läge erbjuder också en spektakulär utsikt över Atlanten och Lake Worth Lagoon, vilket gör det till en populär plats för både sociala och affärsmässiga möten. Huset har 58 sovrum, 33 badrum, 12 eldstäder och tre bunkrar.

## Donald Trumps ägande

### Köpande och Mar-o-Lago-klubben
Donald Trump erbjöd initialt familjen Post 15 miljoner dollar för Mar-a-Lago, ett erbjudande som avslogs. Trump köpte därefter mark mellan Mar-a-Lago och havet från Jack C. Massey, tidigare ägare av Kentucky Fried Chicken, för 2 miljoner dollar, och hävdade att han avsåg att bygga ett hus som skulle blockera Mar-a-Lagos havsutsikt. Detta hot fick värdet för Mar-a-Lago att minska, och till slut köpte Trump egendomen för 7 miljoner dollar år 1985. Olika källor uppskattar att den totala köpesumman låg runt 10 miljoner dollar.
Under början av 1990-talet stötte Trump på ekonomiska svårigheter. Under förhandlingar med bankirer försökte han dela upp Mar-a-Lago i mindre fastigheter, vilket oroade invånarna i Palm Beach. Stadens fullmäktige avslog dock planen. I stället omvandlade Trump egendomen till en privat klubb 1994, samtidigt som han kämpade mot det han ansåg vara överdrivna restriktioner.
Den nyöppande klubben anordnade konserter med kändisar som Céline Dion och Billy Joel och tog emot gäster från skönhetstävlingar. Klubben hade också flera kändisgäster. Michael Jackson och Lisa Marie Presley hade till exempel sin smekmånad där 1994, och enligt biografin Michael Jackson: The Magic and the Madness kysstes Jackson och Presley för första gången på Mar-a-Lago i början av sin relation.
År 1992 filmades Trump tillsammans med Jeffrey Epstein på en fest i Mar-a-Lago. Filmen uppmärksammades efter Epsteins gripande för sexhandel år 2019, och videon som visar Trump och Epstein i Mar-a-Lago har bland annat visats av humor-programet Saturday Night Live och filmen Borat Subsequent Moviefilm.
År 2005 gifte sig Trump med Melania Knauss på Mar-a-Lago. Ceremonin bevistades av USA:s före detta presidentpar Bill och Hillary Clinton samt många andra kändisar och mediepersonligheter.

### Värde och intäkter
Enligt Trumps ekonomiska redovisningsdokument genererade Mar-a-Lago 29,7 miljoner dollar i intäkter mellan juni 2015 och maj 2016. Åren därpå sjönk intäkterna, med 25,1 miljoner dollar för kalenderåret 2017, 22 miljoner 2018 och 21,4 miljoner 2019.
År 2022 värderade Forbes egendomen till cirka 350 miljoner dollar. Detta värde tar dock inte hänsyn till de restriktioner som gäller för fastigheten. År 1995 avstod Trump "rätten att använda Mar-a-Lago för annat än som en social klubb" genom att gå med på en "Deed of Conservation and Preservation". År 2002 gick han med på en bevaringsförbindelse som förhindrade vidare utveckling.
Enligt Forbes uppskattades egendomen av oberoende fastighetsexperter utanför Palm Beach till över 200 miljoner dollar, medan uppskattningarna på ön varierade från konservativa 350 miljoner dollar till aggressiva 725 miljoner dollar.

### Trumps första mandatperiod
Donald Trumps första besök på Mar-a-Lago som USA:s president ägde rum under helgen den 3–6 februari 2017. På lördagen anordnade han Diamond Red Cross Ball på Mar-a-Lago-klubben, och på söndagen såg han på Super Bowl LI på närliggande Trump International Golf Club i West Palm Beach.

Under helgen den 10–12 februari 2017 bjöd president Trump och hans fru Melania in Japans premiärminister Shinzo Abe och hans fru. Detta var första gången Mar-a-Lago användes för att underhålla en internationell ledare, något som traditionellt sker i Vita huset. Under denna helg inträffade en av president Trumps första internationella säkerhetskriser, en nordkoreansk missiluppskjutning. Trump och Abe diskuterade frågan öppet inför andra middagsgäster. 

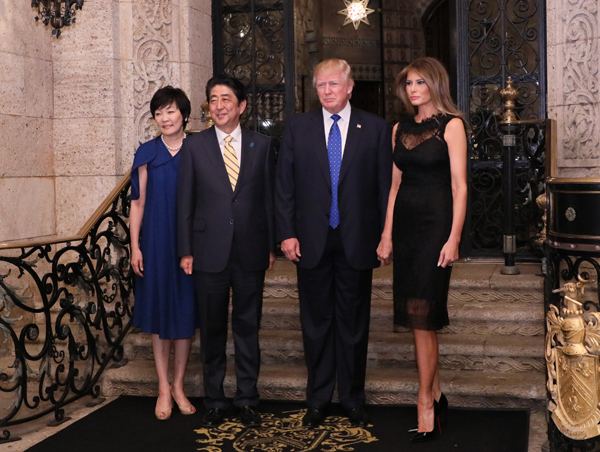
Donald och Melania Trump är värdar för Shinzo Abe och hans fru Akie Abe.

Under Trumps tredje helgbesök på Mar-a-Lago den 17–20 februari höll presidenten ett kampanjmöte på Melbourne Orlando International Airport. Han höll även intervjuer för att hitta en ersättare till posten nationell säkerhetsrådgivare och utsåg general H. R. McMaster till efterträdare till Michael Flynn, som nyligen hade avskedats, den 20 februari 2017.
Efter president Trumps fjärde helgbesök den 3–5 mars 2017 uppstod frågor om vilken tillgång betalande klubbmedlemmar har till honom och hans följe. Ett antal demokratiska senatorer bad presidenten att offentliggöra besöksloggar från Mar-a-Lago samt en lista över klubbens medlemmar. Som ett resultat introducerades "Mar-a-Lago Act", en lagstiftning som kräver offentliggörande av besöksloggar från Vita huset och andra platser där presidenten bedriver verksamhet. Efter en rättsprocess beordrade en domare i juli 2017 att dessa loggar skulle offentliggöras i september.

Under sitt besök den 6–9 april var President Trump värd för Kinas president Xi Jinping under de två första dagarna. På Mar-a-Lago fattades beslutet att genomföra ett anfall mot en syrisk flygbas. Under påskhelgen som följde tillbringade Trump också tid med familjen på Mar-a-Lago. 

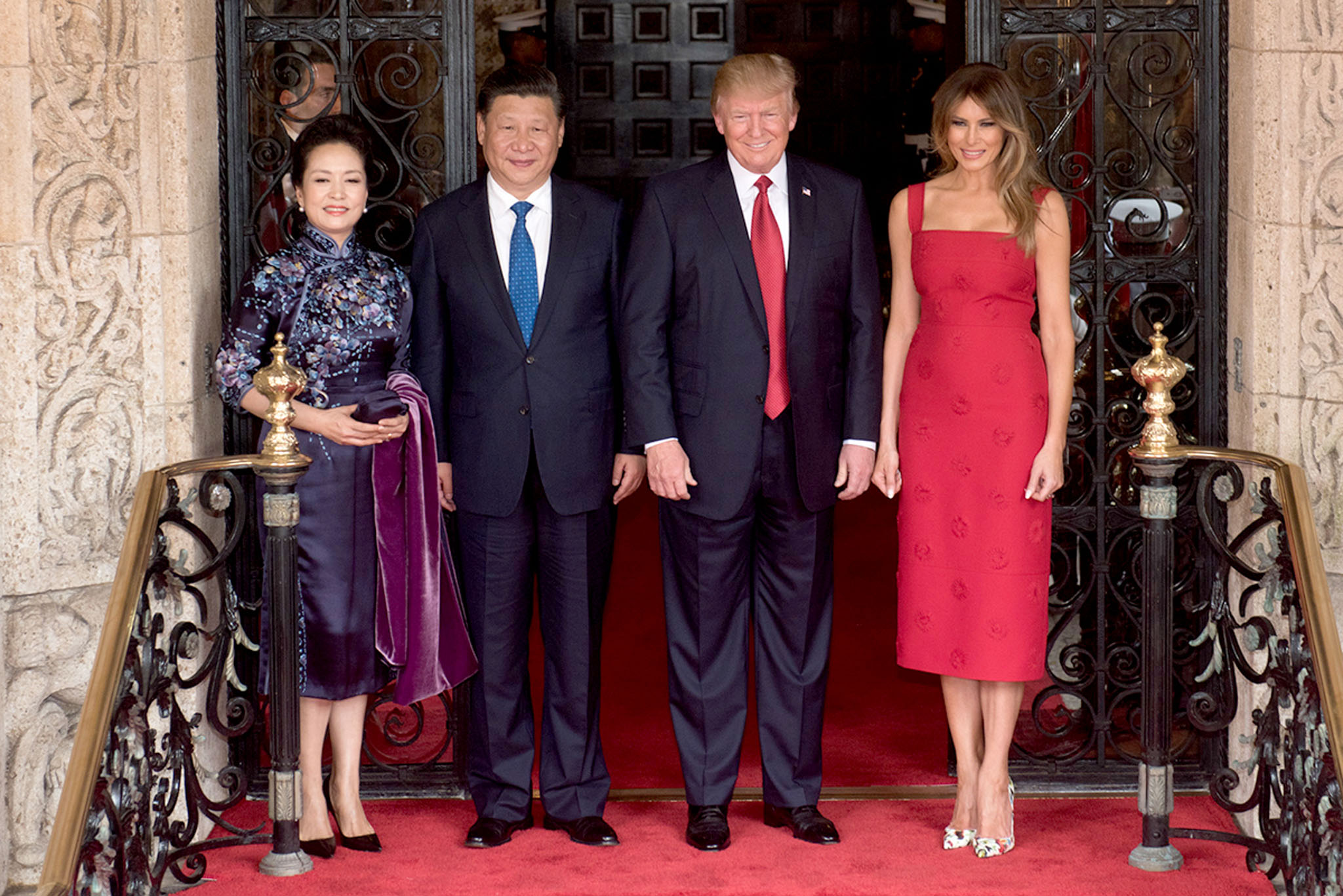
Trumps är värdar för Xi Jinping och hans fru Peng Liyuan på Mar-a-Lago.

I november 2017 återvände president Trump till Mar-a-Lago för att fira Thanksgiving. En månad senare gjorde han sitt tionde presidentbesök till klubben under sin julledighet.

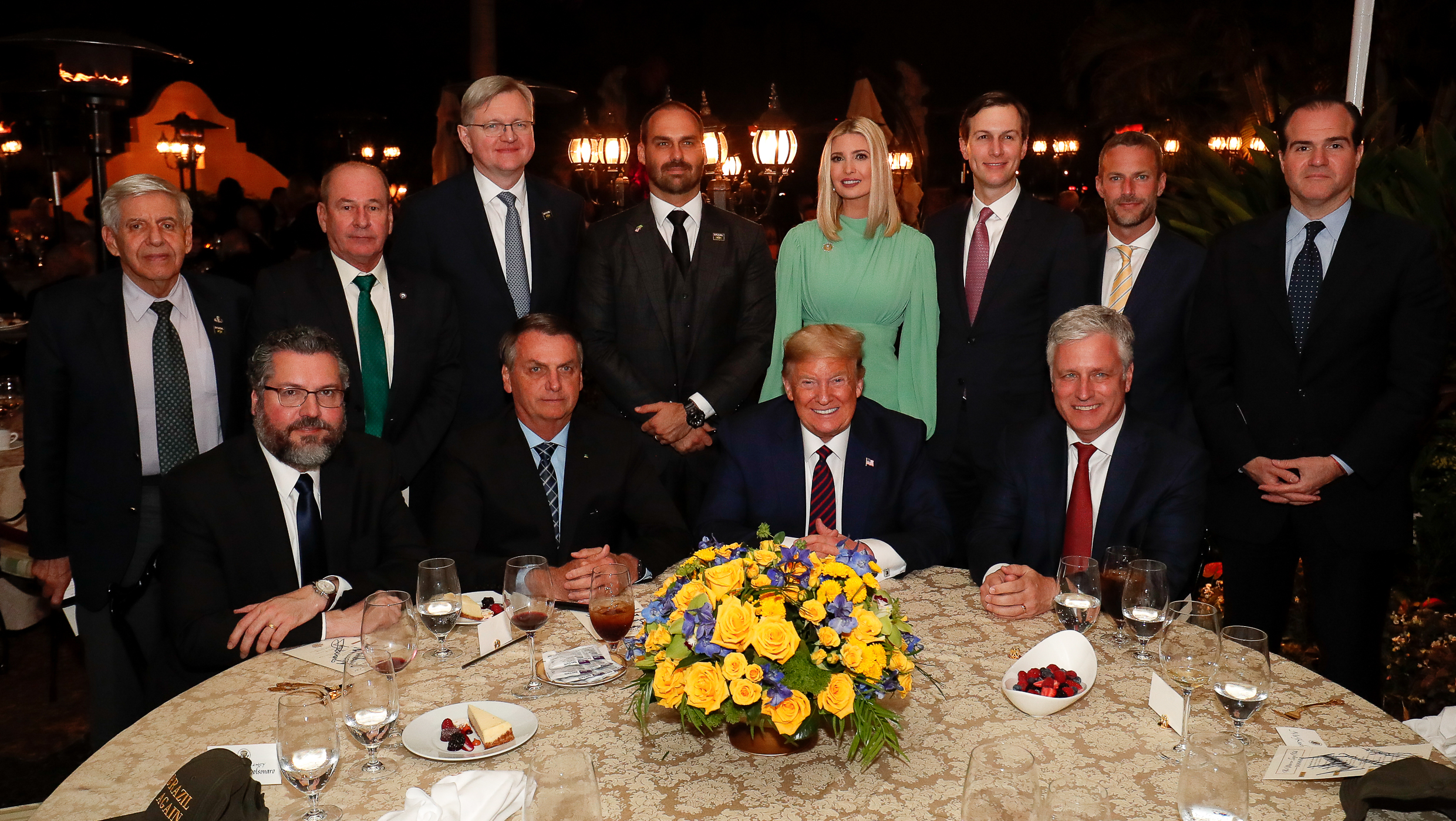
President Trump är värd för Brasiliens president Jair Bolsonaro på Mar-a-Lago.

 Den 7 mars 2020 höll president Trump en arbetsmiddag med Brasiliens president Jair Bolsonaro. Under mötet diskuterade de en USA-ledd ansträngning för att avsätta Venezuelas president Nicolás Maduro, ett framtida handelsavtal och fred i Mellanöstern.
Vid middagen deltog också Bolsonaros pressekreterare, Fábio Wajngarten, som senare testade positivt för COVID-19 efter att ha återvänt till Brasilien från USA. Trump själv testade negativt för COVID-19 kort efter att Wajngartens diagnos blev offentlig, men incidenten fick stor medial uppmärksamhet.
Under pandemins första månader gjorde Trump färre besök till Mar-a-Lago på grund av restriktioner och hälsorisker. Han återvände dock i november 2020 för Thanksgiving och firade jul där med sin familj. Vid denna tidpunkt hade han förlorat presidentvalet mot Joe Biden och använde Mar-a-Lago som bas för sitt arbete med att ifrågasätta valresultatet.

#### Säkerhetsåtgärder
Under Trumps presidentskap implementerades strikta säkerhetsåtgärder vid Mar-a-Lago. Kustbevakningen patrullerade vattenvägarna, och United States Secret Service stängde av närliggande gator under presidentens besök. Dessa åtgärder har varit föremål för både beröm och kritik, särskilt från lokala invånare och småföretag.

### Mellan Trumps mandatperioder
Efter att Trump lämnat Vita huset har Mar-a-Lago fortsatt att vara hans huvudsakliga bostad och en plats där han ofta håller evenemang och samlar sina anhängare. Han gick bland annat ut med hans kandidatur i presidentvalet 2024 inför en stor publik 2022.

Mar-a-Lago blev också en symbolisk plats för rättsliga strider, framför allt i samband med en FBI-räd den 8 augusti 2022. Räden genomfördes som en del av en utredning kring Donald Trumps hantering av känsliga och hemligstämplade dokument efter hans presidentskap. FBI hade fått en husrannsakningsorder för att genomsöka egendomen, vilket resulterade i beslag av ett stort antal dokument, inklusive flera som var märkta som "hemligstämplade" och "top secret." 

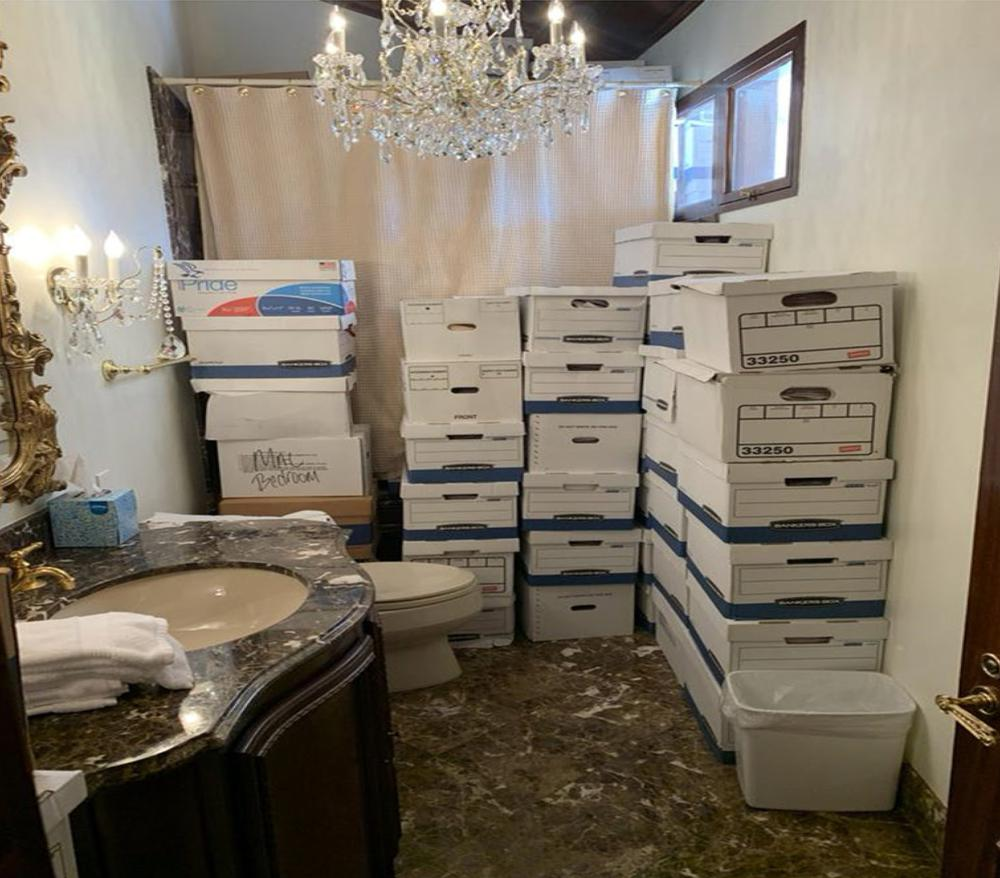
Hemligstämplade dokument hittade i ett badrum i Mar-o-Lago.

Husrannsakningen väckte stor uppmärksamhet och kontrovers, särskilt bland Trumps anhängare, som såg det som en politiskt motiverad handling. FBI:s insats var kopplad till en misstanke om att Trump brutit mot lagen genom att föra med sig regeringsdokument från Vita huset till sin privata bostad efter att ha lämnat sitt ämbete i januari 2021. Enligt amerikansk lag är tidigare presidenter skyldiga att lämna alla officiella dokument till National Archives and Records Administration (NARA) vid slutet av sin mandatperiod.

### Trumps andra mandatperiod
Trump befann sig på Mar-a-Lago under valnatten 2024. Även om Trumps officiella valvaka hölls i Palm Beach, där Trump höll sitt segertal, höll han en mer exklusiv valvaka med en privat middag och musik på Mar-a-Lago under valnatten.
Bland gästerna fanns hans familj, nära vänner, politiker och medlemmar av Mar-a-Lago-klubben. Bland de närvarande var Elon Musk, Robert F. Kennedy Jr., Dana White och Vivek Ramaswamy, liksom utländska politiska profiler såsom Nigel Farage.
Efter att ha blivit vald till en andra mandatperiod som president i USA blev Mar-a-Lago basen för Donald Trumps andra presidentövergång. Här fattade den tillträdande presidenten beslut om nomineringar av personer till sin kommande administration och har haft över mäktiga gäster. Exempel på besökare som Trump har gästat sedan valsegern är allt från mäktiga affärsmän som Jeff Bezos, grundare och tidigare VD på Amazon,  till världsledare som Italiens premiärminister, Giorgia Meloni och Kanadas premiärminister, Justin Trudeau för att diskutera eventuella samarbeten med USA.
Trudeaus besök på Mar-a-Lago fick stor uppmärksamhet i media efter att det avslöjades att Trump vid ett middagsbord hade sagt att Kanada kunde bli USA:s 51:a delstat och att Trudeau kunde bli guvernör om de inte ville acceptera hans hot om att införa tuffa tullar mot Kanada. Enligt rapporter under mötet diskuterades även handelsavtal mellan de två länderna, där Trump uttryckte sin frustration över det handelsunderskott som USA hade med Kanada. Hans kommentar väckte kritik både från kanadensiska politiker, som oppositionsledaren Pierre Poilievre och experter, som menade att uttalandet var ett allvarligt hot mot förhållandet mellan de två nationerna och ett brott mot diplomatiska normer.
Premiärministerns besök var en del av ett försök att förbättra relationerna mellan USA och Kanada under Trumps presidentskap, men hans kommentar satte ett tydligt fokus på de spända handelsfrågorna mellan länderna. Kanada hade redan varit föremål för flera av Trumps protektionistiska åtgärder, inklusive införandet av tullar på kanadensiskt stål och aluminium, vilket hade lett till en ökad oro för handelskrig.
Trump har vid ett flertal tillfällen efter besöket drivit på idén om att göra Kanada till den 51:a delstaten på sitt X-konto och på sin egen platform, Truth Social. Efter att Trudeau meddelade sin avgång skrev den tillträdande presidenten att USA skulle bli ett "fantastiskt land" med Kanada som delstat.

## Juridiska svårigheter

### Försäkringskrav för orkan
Trump mottog en försäkringsutbetalning på 17 miljoner dollar för orkanrelaterade skador på Mar-a-Lago efter Atlantiska orkansäsongen 2005. Skadorna omfattade enligt Trump själv "landskapsarkitektur, tak, väggar, målning, läckor, konstverk i tapeter, kakel, spanska kakel, stranden och erosion". Anthony Senecal, en före detta borgmästare och Trumps tidigare butler vid resorten samt senare dess "in-house-historiker", sade att några träd bakom resorten hade blåst omkull och att några takpannor gått förlorade, men att huset aldrig fått några allvarliga skador.

### Tvist om amerikansk flagga
Den 3 oktober 2006 hissade Trump en stor amerikansk flagga på en hög flaggstång vid Mar-a-Lago. Stadsplaneringsmyndigheterna i Palm Beach uppmanade Trump att följa lokala regler som begränsar höjden på flaggstänger till 42 fot (13 m). Tvisten ledde till att stadsrådet i Palm Beach krävde Trump på 1 250 dollar för varje dag som flaggan förblev uppe. Trump lämnade in en stämningsansökan mot Palm Beach. Han drog senare tillbaka sin stämning, och i utbyte avskrev staden böterna. Som en del av en domstolsmedling fick Trump ansöka om tillstånd och behålla en flaggstång som var 10 fot (3,0 m) kortare än den ursprungliga och placerad på en annan plats på hans gräsmatta. Uppgörelsen krävde också att han donerade 100 000 dollar till välgörenhetsorganisationer för veteraner och resulterade i en ändring av stadsordningar som tillät medlemmar från utanför Palm Beach att gå med i klubben.

### Diskrimineringsstämning
År 1993 undertecknade Trump och staden Palm Beach ett avtal som tillät Trump att omvandla fastigheten till en privat klubb. I november 1996 bad Trump stadsrådet i Palm Beach att häva de begränsningar i avtalet som begränsade mediafotografering, filminspelningar, markförsäljning, medlemskap och trafik vid klubben, och som hindrade honom från att ansöka om skattelättnader på fastigheten i tre år. Rådet avslog begäran. Enligt Vanity Fair hade Trump och hans advokat före mötet antytt att han och hans klubb diskriminerades eftersom många av dess medlemmar var judiska, och, än värre, att rådets medlemmar som infört villkoren själva inte följde dessa på sina egna klubbar. I december 1997 lämnade Trump in en stämning där han hävdade att staden diskriminerade honom och hans klubb eftersom klubben accepterade judiska och afroamerikanska medlemmar och eftersom stadstjänstemän hade ekonomiska intressen i konkurrerande klubbar.
Stämningen hänvisade till stadens försök att begränsa antalet flygplan som kunde landa på närliggande Palm Beach International Airport, vilket påverkade klubbens verksamhet negativt, och till diskriminerande regler gällande markanvändning som enbart gällde för Mar-a-Lago. Fallet avgjordes i oktober 1997. Trump gick med på att dra tillbaka stämningen och överenskommelser gjordes som medgav en viss flexibilitet i de ursprungliga avtalen, inklusive att acceptera fler medlemmar och genomföra olika kulturella aktiviteter.